# Dieci inverni
Dieci inverni è un film del 2009 scritto e diretto da Valerio Mieli, all'esordio nella regia cinematografica. Il film è accompagnato dall'omonimo romanzo di Mieli, uscito a distanza di poche settimane dal film.

## Trama
Il titolo stesso è un riassunto della trama: dieci momenti casuali, ma sempre invernali, estrapolati da dieci anni successivi, raccontano per quadri una storia di anelito tra due ragazzi, Silvestro e Camilla. La storia ha inizio nell'inverno del 1999 a Venezia, con l'incontro dei due protagonisti diciottenni su un vaporetto. Da lì in poi si dipana lungo i dieci anni in una Mosca nevosa e caotica (Camilla è studentessa di slavistica, e specializzata nel teatro russo), una Venezia stranamente industriale e insolita, e le colline venete di Valdobbiadene.
Questi dieci anni rappresentano una sorta di educazione sentimentale dei due, dai diciotto ai ventott'anni, dove il caso, le tensioni o le paure del momento hanno sempre il sopravvento su questo amore "congelato" e mai consumato.

## Produzione
Lo stesso Mieli ha definito quest'opera come film "anti-colpo di fulmine".
Il film è scritto da Mieli, Isabella Aguilar e Davide Lantieri, e comprende un cameo di Vinicio Capossela che recita e interpreta un brano della colonna sonora originale del film.

## Accoglienza
Il film è stato in concorso al Mostra Internazionale d'Arte Cinematografica di Venezia 2009 nella sezione Controcampo e al Tokyo International Film Festival. Nel 2010 ha vinto il David di Donatello per il miglior regista esordiente e il Nastro d'argento al miglior regista esordiente.
Ha vinto inoltre, tra gli altri, il premio della Federazione Italiana Cinema d'essai Fice, Mantova, il primo premio al festival del cinema italiano di Villerupt, il Capri Hollywood Exploit Award, il premio Francesco Laudadio al Bif&st 2010 per la miglior opera prima, il premio Rai Trade 2010, il premio Ciak d'oro Bello & Invisibile 2010. Il soggetto, scritto da Valerio Mieli in collaborazione con Isabella Aguilar, è arrivato finalista al premio Solinas.

## Riconoscimenti
- David di Donatello 2010
  - Miglior regista esordiente
- Nastri d'argento 2010
  - Miglior regista esordiente
  - Premio Guglielmo Biraghi (Michele Riondino)
- Premio Fice
- Festival del cinema italiano di Villerupt
  - Primo premio
- Capri Hollywood
  - Exploit Award
- Premio Bif&st 2010
  - Miglior opera prima
- Ciak d'oro 2010
  - Categoria Ciak d'oro Mini/Skoda Bello & Invisibile
- Roseto opera prima (2010)
  - Rosa d'oro